# Dzsungel-mentőakció
A Dzsungel-mentőakció (eredeti cím: The Jungle Bunch) 2017-ben bemutatott francia televíziós 3D-s számítógépes animációs kalandfilm, amelyet David Aleux rendezett. A zenéjét Oliver Cussac szerezte. Az animációs film gyártója a TAT Productions, a Master Films, a SND és a France 3 Cinéma volt.
A filmet Franciaországban 2017. július 26-án, míg Magyarországon egy nappal később, július 27-én mutatták be a mozikban. 

## Cselekmény
Évekkel ezelőtt a dzsungelben élt egy az állatokat és a dzsungelt védelmező alakulat Bajnokok néven. A csapat tagjai egy Natasa nevű nőstény tigris, egy Tony nevű lajhár, egy Góliát nevű orrszarvú, és egy Ricky nevű tarajos sül. Egy nap éppen a legnagyobb ellenségüket: Igort, a koala macit. Igor fegyvere egy speciális robbanó gomba, amivel megfélemlíti a dzsungel lakóit. Egy alkalommal amikor sikerül legyőzni, egy lakatlan szigetre zárják. Ám azután felrobbannak az Igor által hónapokkal ezelőtt elásott bombagombák nagy tüzet okozva. A Bajnokok próbálnak mindenkit megmenteni, de Ricky egy tojás megmentésére, ami azzal az áldozattal jár hogy ő bent ég a tűzben, vagyis meghal. Natasa úgy dönt, hogy a tojásból kikelt (pingvin)fiókát felneveli, és elnevezi Maurice-nak. Napjainkban Maurice vezetésével egy Junior nevű ördöghal, egy Miguel nevű gorilla, egy Gilbert nevű koboldmakival, és egy Batricica nevű nőstény denevérrel tartja fel a Bajnokok utódját, a Dzsungel bandát. ám egy nap Igor újból felbukkan, és azt tervezi, hogy a páviánokkal szövetkezve felrobbantja a dzsungelt. 

## Szereplők
| Szereplő      | Eredeti hang     | Magyar hang                                                   |
| ------------- | ---------------- | ------------------------------------------------------------- |
| Maurice       | Philippe Bozo    | Kisfalusi Lehel                                               |
| Gilbert       | Laurent Morteau  | Presits Tamás                                                 |
| Miguel        | Pascal Casanova  | Galambos Péter                                                |
| Batricia      | Céline Monsarrat | Kovács Nóra                                                   |
| Al            | Emmanuel Curtil  | Seder Gábor                                                   |
| Bob           | Paul Borne       | Bácskai János                                                 |
| Natasa        | Maïk Darah       | Bertalan Ágnes                                                |
| Tony          | Frantz Confiac   | Holl Nándor                                                   |
| Góliát        | Alain Dorval     | Vass Gábor                                                    |
| Igor          | Richard Darbois  | Rába Roland                                                   |
| Junior        | TBA              | Szokol Péter                                                  |
| Mini Junior   | TBA              | Szokol Péter                                                  |
| Ricky         | TBA              | Dolmány Attila                                                |
| Öreg Hód      | TBA              | Forgács Gábor                                                 |
| Oposszum mama | TBA              | Sági Tímea                                                    |
| Főpávián      | TBA              | Sarádi Zsolt                                                  |
| Páviánok      | TBA              | Vári Attila Renácz Zoltán Turi Bálint Sörös Miklós Vida Péter |
| Hiénák        | TBA              | Vida Péter Vári Attila                                        |
| Haver         | TBA              | Pál Tamás                                                     |
| Majom         | TBA              | Pál Tamás                                                     |
| Kiwi          | TBA              | Pál Tamás                                                     |
| Ugróegerek    | TBA              | Bodrogi Attila Sörös Miklós                                   |
| Hiéna edző    | TBA              | Sörös Miklós                                                  |
| Sül           | TBA              | Sörös Miklós                                                  |
| Hódedző       | TBA              | Elek Ferenc                                                   |
| Teknőc        | TBA              | Elek Ferenc                                                   |
| Hód           | TBA              | Bodrogi Attila                                                |
| Elefánt       | TBA              | Bodrogi Attila                                                |